# عضلة مرفقية
العَضَلَةُ المِرْفَقِيَّة (باللاتينية: musculus anconeus)هي عضلة صغيرة في الجانب الخلفي من مفصل المرفق. يعتبر البعض العَضَلَةُ المِرْفَقِيَّة تكملة للعَضَلَةِ الثُّلاَثِيَّةِ الرُّؤوسِ العَضُدِيَّة. والبعض الأخر من المصادر يعتبر العَضَلَةُ المِرْفَقِيَّة من ضمن المكونات للجانب الخلفي للذراع ، بينما يعتبرها البعض الأخر من مكونات الجانب الخلفي للسَّاعِد.
يمكن تحسس العَضَلَة المِرْفَقِيَّة بسهولة في الجانب الوحشي من الناتئ الزُّجِّيُّ لعظم الزند.

## صور أخرى

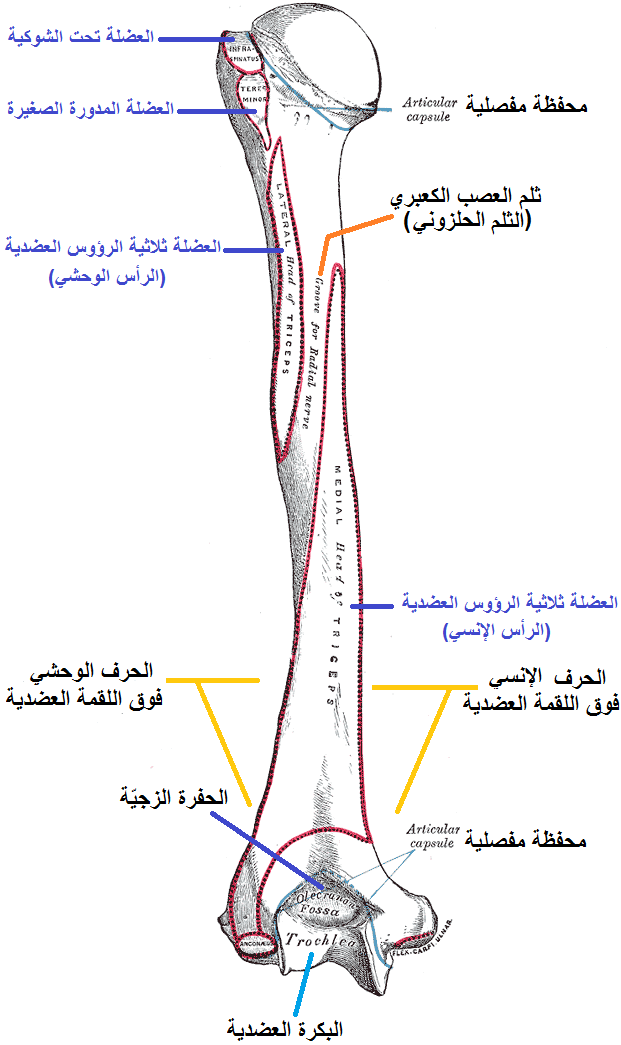
العضد الأيسر. منظر خلفي.
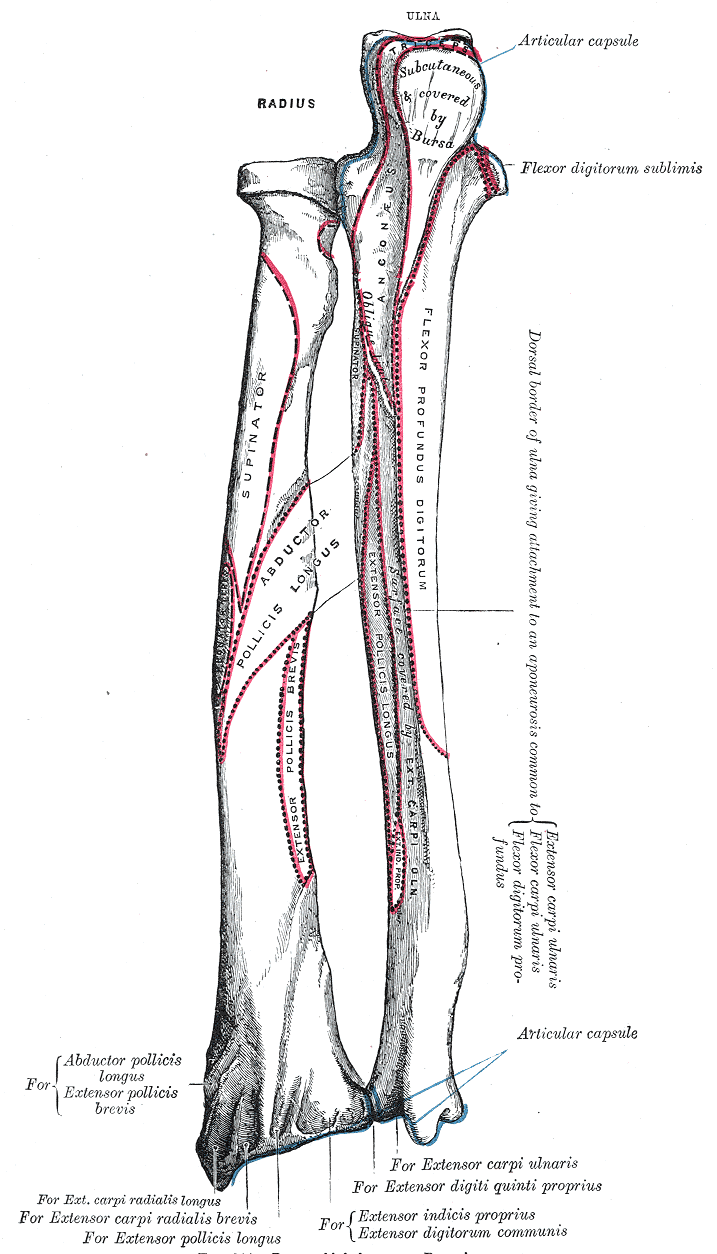
عظام الساعد الأيسر. منظر خلفي.

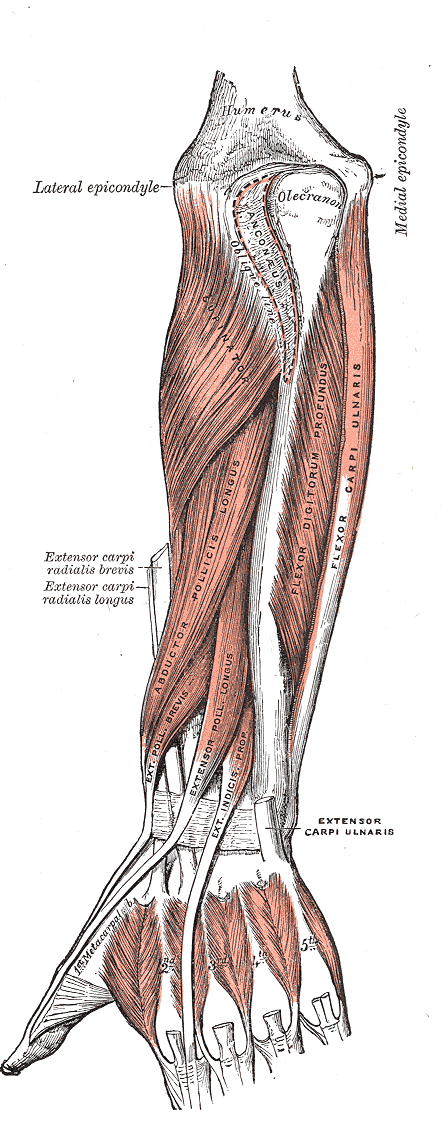
السطح الخلفي للساعد. عضلات عميقة.
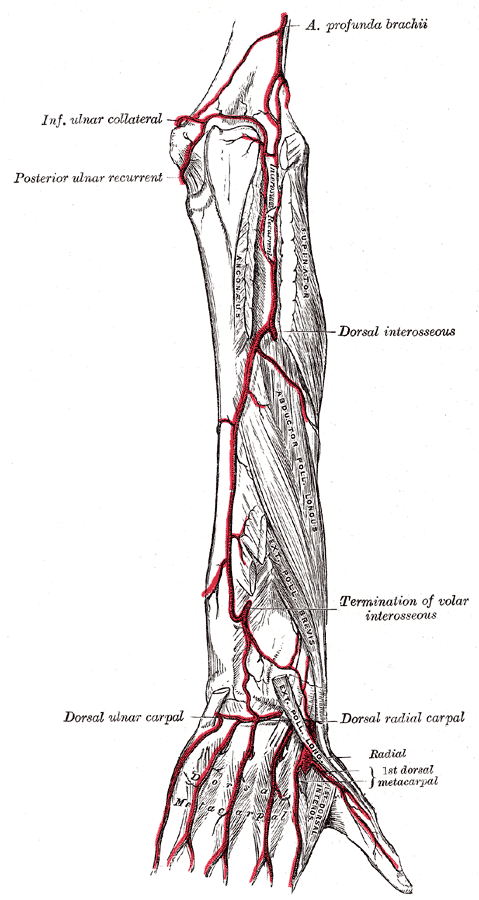
شرايين ظهر الساعد واليد.

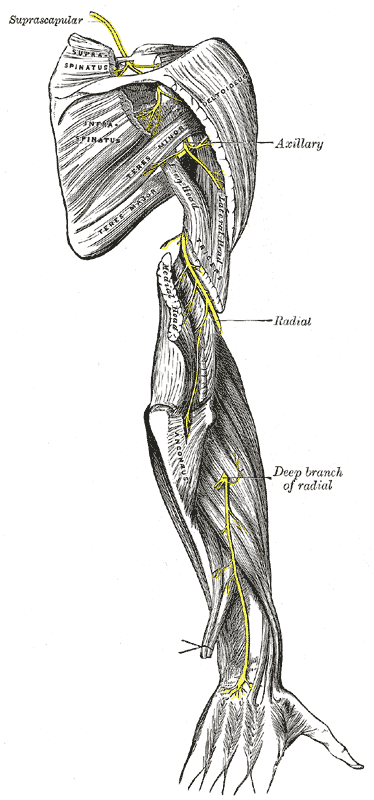
الأعصاب فوق عظم الكتف : العصب الإبطي و العصب الكعبري.